# Gerhard Schmidt (Kunsthistoriker)
Gerhard Schmidt (* 11. Mai 1924 in Wien; † 3. April 2010 ebenda) war ein österreichischer Professor für Kunstgeschichte an der Universität Wien. Sein Hauptaugenmerk richtete er auf die Gotik, insbesondere auf die Buchmalerei.

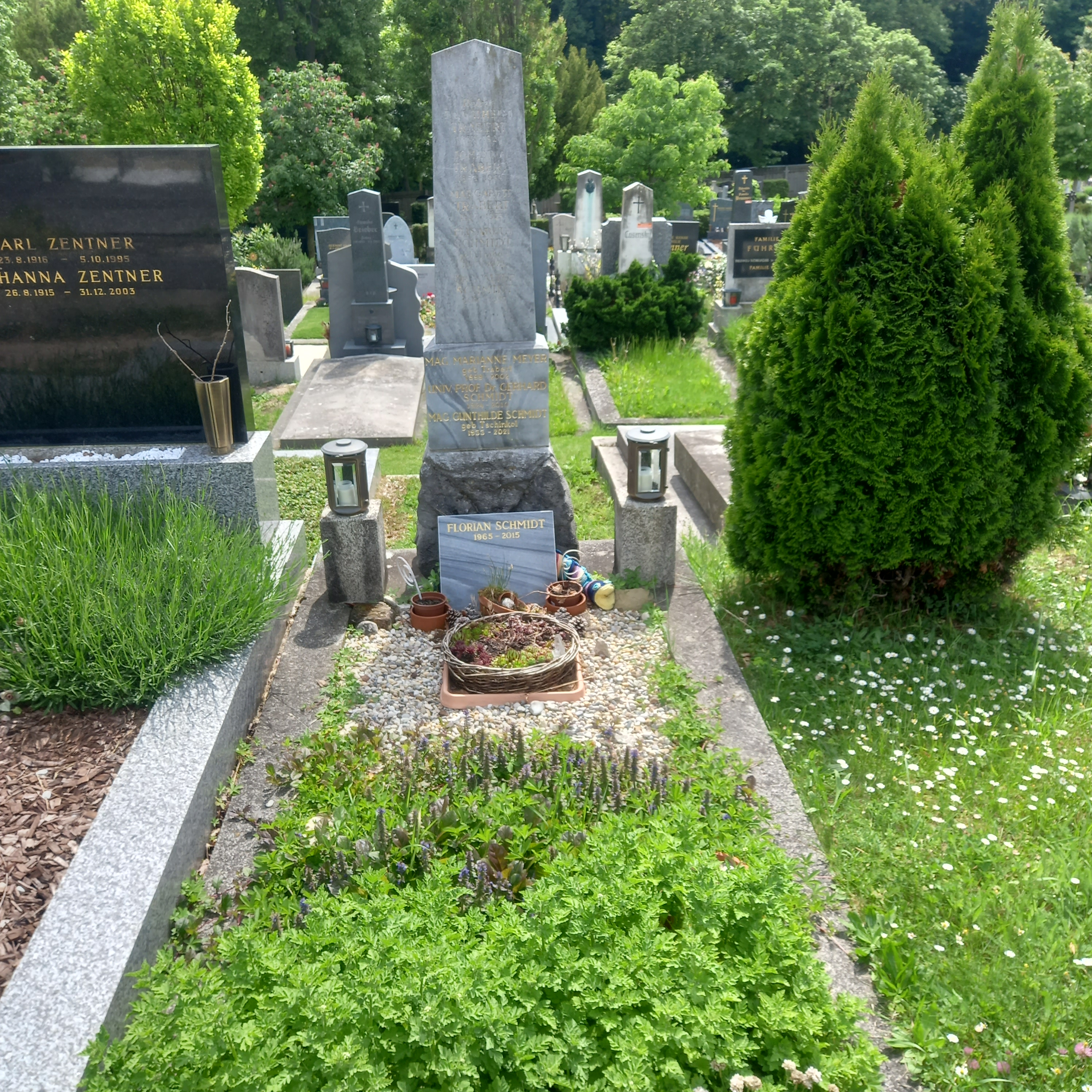
Das Grab von Gerhard Schmidt und seiner Ehefrau Gunthilde geborene Tschinkel auf dem Heiligenstädter Friedhof in Wien

## Leben
Schmidt wurde als Sohn eines Arztes und einer Volksschullehrerin geboren. Nach Arbeits- und Wehrdienst sowie amerikanischer Kriegsgefangenschaft begann er 1946 an der Universität Wien mit dem Studium der Medizin. 1947 wechselte er zu den Fächern Archäologie und Kunstgeschichte. 1951 schloss er das Studium mit einer Dissertation über französische Reliefplastik ab.
Er habilitierte sich 1959 mit der Arbeit „Die Armenbibeln des XIV. Jahrhunderts“. 1968 wurde er zum ordentlichen Professor der Universität Wien ernannt (Emeritierung 1992). Er war ab 1973 korrespondierendes Mitglied der philosophisch-historischen Klasse der Österreichischen Akademie der Wissenschaften und wurde 1984 zum wirklichen Mitglied gewählt.
Schmidt wurde am Heiligenstädter Friedhof in Wien bestattet.